# Otto Juliusburger
Otto Juliusburger (Breslavia, 26 de septiembre de 1867 - Nueva York, 7 de junio de 1952) fue un psiquiatra alemán.

## Vida
Otto Juliusburger, hijo de un respetado comerciante de Breslavia, estudió desde 1878 en el gymnasium evangélico de la ciudad, María Magdalena. Tras el abitur, el examen de madurez, que hizo en 1887, estudió Medicina en la Universidad de Breslavia con Carl Wernicke y en la Universidad Humboldt de Berlín. Posteriormente trabajó como médico (oberarzt) en el sanatorio Berolinum, dirigido por James Fraenkel (1859–1935), un psiquiatra famoso en la época, y Albert Oliven (1860–1921). 
Otto Juliusburger se casó con Elisa, hija de Julius Seligsohn, del Reichsvereinigung der Juden in Deutschland («Asociación de los judíos en Alemania»); del matrimonio nacieron un hijo y una hija.
Abandonó Berlín en 1941 y emigró con su familia a los Estados Unidos. Hasta su muerte, vivió en Nueva York.

## Obra
Como psiquiatra independiente, Otto Juliusburger también trabajaba en Berlín los servicios de amparo a enfermos mentales y adictos a las drogas. Intervino a favor de un régimen penitenciario más leve; realizó discursos en círculos socialistas y trabajó durante varios años en estrecha colaboración con el Institut für Sexualwissenschaft, cuyo director era Magnus Hirschfeld.
En 1902 escribió en la Internationalen Monatsschrift zur Bekämpfung der Trinksitten («Revista mensual internacional para la lucha contra la costumbre de la bebida») un artículo con el título «Was kann die Schule im Kampf gegen den Alkohol thun?» («¿Qué puede hacer la escuela en la lucha contra el alcohol?»). En 1907 realizó en el Bund für Mutterschutz una conferencia con el título Mutterschutz und Alkohol («Protección materna y alcohol»). Influenciado por Auguste Forel, se unió al movimiento de los Guttempler, la «Organización internacional de los buenos templarios», una organización contra el alcohol.
Apoyó la fundación de organizaciones culturales para la clase trabajadora y mezcló ideas cientificofilosóficas con el trabajo de educación popular. En 1908 se realizó la primera reunión de la Berliner Psycholanalytische Vereinigung («Unión psicoanalítica berlinesa»), en la que, aparte de Juliusburger, participaron Karl Abraham, Iwan Bloch, Magnus Hirschfeld y Heinrich Koerber. Tras trasladarse Max Eitingon a vivir a Berlín, Otto Juliusburger y Mosche Wulff, que había trabajado para Juliusburger hasta 1909, también participaron en la fundación de la Asociación Psicoanalítica Internacional.
Tras la I Guerra Mundial, trabajó y enseñó también en el Berliner Psychoanalytisches Institut. Ya desde su juventud se había entusiasmado por los pensadores y filósofos Baruch Spinoza, Arthur Schopenhauer y Friedrich Feuerbach. Más tarde, sería Henry George, con sus ideas sobre la reforma agraria, quien recibiría públicamente el apoyo de Juliusburger. Con Arnold Dodel y Ernst Haeckel, ambos representantes del Darwinismo, le unía la amistad; su pensamiento monista también serviría de orientación para el trabajo de Juliusburger.
En 1929 fue elegido presidente del Comité científico humanitario. Juliusburger consiguió que, en el poco tiempo que pasó desde su elección hasta la disolución en 1933 por orden del Gobierno nazi, el WhK consiguiese librarse de su aislamiento científico. En vez de dar importancia al estudio biológico, comenzó a poner el hincapié en los estudios sociológicos y psicológicos.
Las innumerables publicaciones de Otto Juliusburger muestran cuan multifacético, pero también lo complejo de su pensamiento y obra en el sentido de su filosofía natural biológica. Conoció a Albert Einstein en 1927. El sobrino de Einstein se convirtió en paciente de Juliusburger. De esa relación nació una profunda amistad. Einstein escribiría posteriormente a Juliusburger:

An Ihnen sieht man, was für einen unerschütterlichen Halt das Streben nach Wahrheit verleihen kann.
En usted se ve el inconmovible fundamento que puede dar la búsqueda de la verdad.

Einstein también fue quien le apremió a la emigración y quien le pagó, a él y su familia, el billete a los Estados Unidos.

## Publicaciones
- Obras de Otto Juliusburger en la Staatsbibliothek de Berlín (en alemán)
- Kritische Waffengänge. Deutschlands Großloge II des IOGT, Flensburg 1904
- Weltanschauung und Abstinenz. Berlín 1904
- Zur Psychologie der Organgefühle und Fremdheitsgefühle. Berlín y Leipzig 1910
- Zur Kenntnis der Kriegsneurosen. In: Monatsschrift für Psychiatrie und Neurologie. Tomo 38, 1915, p. 305-318
- Arzt und Krankenschwester. In: Blätter für Krankenpflege. Tomo 7, 1918, p. 97-99
- Religion ist Illusion. In: Urania - Kulturpolitische Monatshefte über Natur und Gesellschaft. Año IV, 1926/27.
- Biozentrale Psychoanalyse. In: Psychiatrisch-Neurologische Wochenschrift. Tomo 30, 1928, p. 20 s.
- Seelische Auswirkungen der Arbeitslosigkeit und ihre Bekämpfung. En: Deutsche Krankenkasse. Tomo 18, 1931, p. 454-457
- Die Bedeutung Schopenhauers für die Psychiatrie, Gedanken zum 150. Geburtstage Arthur Schopenhauers, Berlín 1938